# Sklodowskita
A sklodowskita (português brasileiro) ou sklodowskite (português europeu) é um mineral de urânio com a fórmula química: Mg(UO 2 ) 2 (HSiO 4 ) 2 ·5H 2 O, e dentro desta pertence ao chamado “grupo da sklodowskita”. É um mineral secundário que contém magnésio e é de cor amarela brilhante, seu hábito cristalino é acicular, mas pode se formar em outras formas. Tem uma dureza Mohs de cerca de 2–3. É nomeado após o nome de solteira de Marie Sklodowska Curie.  É o análogo de magnésio do mineral de urânio cuprosklodowskita, muito mais comum, que contém cobre.

## Etimologia
Foi descoberto por Alfred Schoep (1881-1966) em 1924 numa mina na província de Katanga (República Democrática do Congo, sendo nomeado em homenagem a Marie Curie, o nome do qual de solteira era Marie Sklodowska.
Pouco tempo depois, Schoep publicou outro estudo sobre o mineral que havia descoberto recentemente e descreveu suas semelhanças com o uranotilo (uranofano). Sua análise mostrou que a sklodowskita pode ser vista como “uranofano de magnésio” ou o uranofano como “sklodowskita de cálcio”.
No entanto, as diferentes modificações cristalinas do uranofano conhecidas hoje apenas fazem esta afirmação parecer justificada no que diz respeito à química.

## Características químicas
É um uranilo-silicato hidratado de magnésio, do grupo dos nesossilicatos com urânio. O mineral é radioativo devido ao seu teor de urânio de até 55,4%. Levando em consideração as proporções de elementos radioativos na fórmula molecular idealizada, bem como os decaimentos subsequentes da série de decaimentos naturais, uma atividade específica de cerca de 99,2 kBq/g é dada para o mineral (para comparação: potássio natural 0,0312kBq/g). O valor cotado pode variar significativamente dependendo do conteúdo mineral e da composição dos estágios; o enriquecimento ou esgotamento seletivo dos produtos de decaimento radioativo também é possível e altera a atividade. Além dos elementos de sua fórmula, costuma carregar como impurezas: telúrio, níquel, sódio e potássio.

## Estrutura cristal
A sklodowskita cristaliza no grupo espacial monoclínico C2/m com os parâmetros de rede a = 17,382 Å; b = 7,047Å; c = 6,610 Å com α = 90,00° β = 105,90° e γ = 90,00°, bem como duas unidades de fórmula por célula unitária.

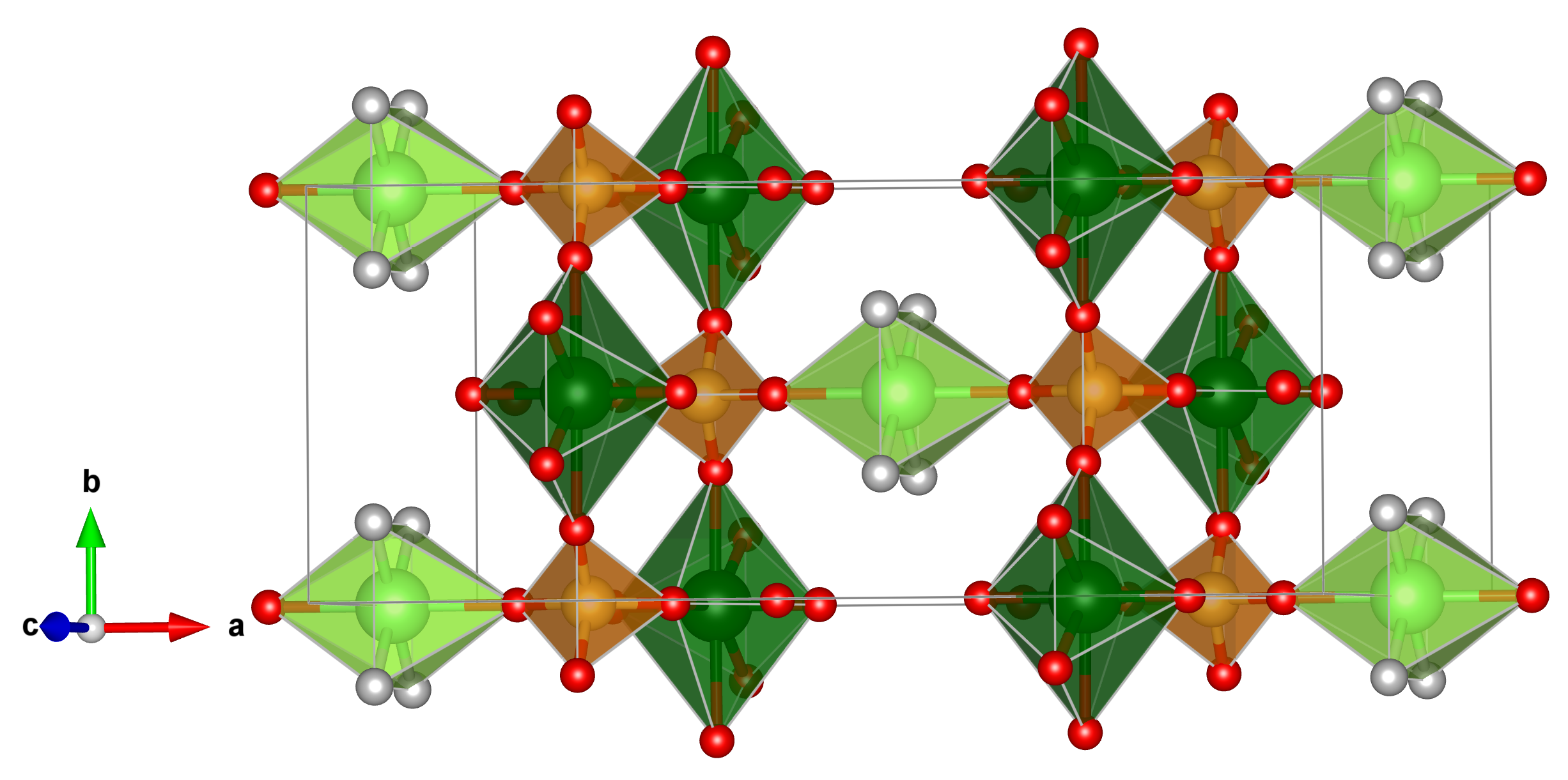
Célula unitária do sklodowskita, Verde escuro=U, Vermelho=O, Verde claro=Mg, Bege=Si, Cinza=H_{2}O

A estrutura cristalina da sklodowskita mostra camadas de silicato de uranila interligadas por magnésio, os íons estão conectados. O íon Mg2+ coordena dois tetraedros opostos de SiO4-(∠(Si-O-Mg) = 146,18°, ∠(O-Mg-O) = 180°) e forma um poliedro de coordenação octaédrica através da coordenação de quatro moléculas de água cristalina. O íon uranila tem um ambiente de coordenação pentagonal-bipiramidal, onde os cinco átomos de oxigênio equatoriais vêm de quatro grupos diferentes de silicatos.
Dos quatro átomos de oxigênio de silicato, o primeiro coordena-se com o átomo de magnésio, o segundo coordena-se individualmente com uma unidade de uranila e o terceiro e o quarto coordenam mais três unidades de uranila, de modo que uma unidade de uranila duplica, isto é, coordenado uma vez pelo terceiro e uma vez pelo quarto átomo de oxigênio de silicato.

## Usos
É extraído em minas como uma espécie de urânio estratégico. Devido à sua forte radioatividade, deve ser manuseado e armazenado com protocolos apropriados.